# Арловський Андрій Валерійович
Андрі́й Вале́рійович Арло́вський (біл. Андрэй Валер'евіч Арлоўскі; *4 лютого 1979, Мінськ, БРСР) — білоруський спортсмен, спеціаліст зі змішаних бойових мистецтв (англ. MMA). Чемпіон світу зі змішаних бойових мистецтв у важкій ваговій категорії за версією UFC (2005 — 2006 роки). Чемпіон світу з самбо (2000 рік), неодноразовий призер кубків світу з самбо.

## Біографія
Андрій Арловський народився 4 лютого 1979 року в Мінську, дитинство і юність провів у місті Бобруйськ, Могильовської області БРСР. Бойовими видами спорту займається з юнацьких років. З 16 років — член збірної Білорусі з самбо. З 2000 року займається кікбоксингом. Закінчив Академію МВС.

### Кар'єра в змішаних бойових мистецтвах
Кар'єру в змішаних єдиноборствах Андрій почав в 1999 році, виступом на чемпіонаті Європи, що проводився під егідою російської організації «M-1». Програвши в дебютному бою нокаутом одіозному російському бійцю В'ячеславу Дацику, Арловський не здався, і за рік таки виграв турнір, здобувши титул чемпіона Європи (в фіналі нокаутував Романа Зенцова).
В листопаді 2000 року Арловський дебютував у змаганнях найпрестижнішого рівня — в Абсолютному бійцівському чемпіонаті (англ. UFC). За 8 років, що Андрій провів в UFC, він виграв 10 боїв у важкій ваговій категорії і став чемпіоном світу. Запам'ятався глядачам ефектними нокаутами (8 з 10 перемог в UFC Андрій здобув у такий спосіб) і протистоянням із Тімом Сильвією —  велетнем-чемпіоном, у якого Арловський відібрав, і якому, згодом, здав титул.
В 2008-2009 роках, після завершення співпраці з UFC Арловський змагався у турнірах під егідою «Showtime» і «Affliction», де нокаутував успішних бійців Бена Ротвелла і Роя Нельсона, міцно закріпившись у десятці найкращих важковаговиків світу. В січні 2009 року змагався за титул чемпіона світу за версією WAMMA, але програв тогочасному бійцю № 1 незалежно від вагової категорії — росіянину Федору Ємельяненко.
Після того продовжив бійцівську кар'єру серією важких поразок і виступів проти завідомо слабшої опозиції.

### Кар'єра в кіно
Спільно з Жаном Клодом Ван Дамом та Дольфом Лундгреном виконав одну з головних ролей у фільмах «Універсальний солдат 3: Відродження» та «Універсальний солдат 4: Новий вимір», а також спільно з Еріком Робертсом зіграв у фільмі «Проклятий діамант». Бере участь у телешоу, фігурує у документальних стрічках.

## Статистика в змішаних бойових мистецтвах
| Результат   | Противник           | Спосіб                               | Раунд | Час  | Дата              | Місце                      | Подія                                                 | Примітки                                                                                      |
| ----------- | ------------------- | ------------------------------------ | ----- | ---- | ----------------- | -------------------------- | ----------------------------------------------------- | --------------------------------------------------------------------------------------------- |
| Поразка     | Стіпе Міочіч        | Нокаут (удари)                       | 1     | 0:54 | 2 січня 2016      | Лас-Вегас, Невада, США     | «UFC 195»                                             |                                                                                               |
| Перемога    | Френк Мір           | Рішення суддів (одностайне)          | 3     | 5:00 | 5 вересня 2015    | Лас-Вегас, США             | «UFC 191»                                             |                                                                                               |
| Перемога    | Тревіс Браун        | Технічний нокаут (удари)             | 1     | 4:41 | 23 травня 2015    | Лас-Вегас, США             | «UFC 187»                                             | Найкращий бій вечора.                                                                         |
| Перемога    | Антоніу Сілва       | Нокаут (удари)                       | 1     | 2:59 | 13 вересня 2014   | Бразиліа, Бразилія         | «UFC Fight Night 51»                                  | Виступ вечора.                                                                                |
| Перемога    | Брендан Шауб        | Рішення суддів (роздільне)           | 3     | 5:00 | 14 червня 2014    | Ванкувер, Канада           | «UFC 174»                                             |                                                                                               |
| Перемога    | Андреас Краніотакес | Технічний нокаут (удари кулаками)    | 2     | 3:14 | 29 листопада 2013 | Мінськ, Білорусь           | «Fight Nights: Битва на Немиге»                       |                                                                                               |
| Перемога    | Майк Кайл           | Рішення суддів (одностайне)          | 3     | 5:00 | 14 вересня 2013   | Атлантик-Сіті, США         | «WSOF 5»                                              |                                                                                               |
| Поразка     | Ентоні Джонсон      | Рішення суддів (одностайне)          | 3     | 5:00 | 23 березня 2013   | Атлантик-Сіті, США         | «WSOF 2»                                              |                                                                                               |
| Перемога    | Майк Хейс           | Рішення суддів (одностайне)          | 3     | 5:00 | 16 грудня 2012    | Москва, Росія              | «Fight Nights: Битва под Москвой 9»                   |                                                                                               |
| Перемога    | Девін Коул          | Технічний нокаут (удари кулаками)    | 1     | 2:37 | 3 листопада 2012  | Лас-Вегас, США             | «WSOF 1»                                              |                                                                                               |
| Не відбувся | Тім Сильвія         | Рішення організаторів                | 2     | 4:46 | 31 серпня 2012    | Маніла, Філіппіни          | «One FC 5»                                            | Арловський порушив правила завдавання ударів у партері. Бій визнали таким, що не відбувся.    |
| Перемога    | Тревіс Фултон       | Нокаут (удар ногою)                  | 3     | 4:59 | 5 листопада 2011  | Молін, США                 | «ProElite: Big Guns»                                  |                                                                                               |
| Перемога    | Рей Лопес           | Технічний нокаут (удари кулаками)    | 3     | 2:43 | 27 серпня 2011    | Гонолулу, США              | «ProElite: Arlovski vs. Lopez»                        |                                                                                               |
| Поразка     | Сергій Харитонов    | Нокаут (удари кулаками)              | 1     | 2:49 | 12 лютого 2011    | Іст-Резерфорд, США         | «Strikeforce: Fedor vs. Silva» (чвертьфінал Гран-прі) |                                                                                               |
| Поразка     | Антоніу Сілва       | Рішення суддів (одностайне)          | 3     | 5:00 | 15 травня 2010    | Сент-Луїс, США             | «Strikeforce: Heavy Artillery»                        |                                                                                               |
| Поразка     | Бретт Роджерс       | Технічний нокаут (удари кулаками)    | 1     | 0:22 | 6 червня 2009     | Сент-Луїс, США             | «Strikeforce: Lawler vs. Shields»                     |                                                                                               |
| Поразка     | Федір Ємельяненко   | Нокаут (удар кулаком)                | 1     | 3:14 | 24 січня 2009     | Анахайм, США               | «Affliction: Day of Reckoning»                        | Бій за титул чемпіона у важкій ваговій категорії.                                             |
| Перемога    | Рой Нельсон         | Нокаут (удар кулаком)                | 2     | 1:46 | 4 жовтня 2008     | Санрайз, США               | «EliteXC: Heat»                                       |                                                                                               |
| Перемога    | Бен Ротвелл         | Нокаут (удар кулаком)                | 3     | 1:13 | 19 липня 2008     | Анахайм, США               | «Affliction: Banned»                                  |                                                                                               |
| Перемога    | Джейк О'Брайан      | Технічний нокаут (удари кулаками)    | 2     | 4:17 | 1 березня 2008    | Колумбус, США              | «UFC 82»                                              |                                                                                               |
| Перемога    | Фабрісіу Вердум     | Рішення суддів (одностайне)          | 3     | 5:00 | 21 квітня 2007    | Манчестер, Велика Британія | «UFC 70»                                              |                                                                                               |
| Перемога    | Марсіу Крус         | Нокаут (удари кулаками)              | 1     | 3:15 | 20 грудня 2006    | Лас-Вегас, США             | «UFC 66»                                              |                                                                                               |
| Поразка     | Тім Сильвія         | Рішення суддів (одностайне)          | 5     | 5:00 | 8 липня 2006      | Анахайм, США               | «UFC 61»                                              | Бій за титул чемпіона у важкій ваговій категорії.                                             |
| Поразка     | Тім Сильвія         | Технічний нокаут (удари кулаками)    | 1     | 2:43 | 15 квітня 2006    | Анахайм, США               | «UFC 59»                                              | Втратив титул чемпіона у важкій ваговій категорії.                                            |
| Перемога    | Пол Буентелло       | Нокаут (удар кулаком)                | 1     | 0:15 | 7 жовтня 2005     | Анкасвілль, США            | «UFC 55»                                              | Захистив титул тимчасового чемпіона у важкій ваговій категорії. Визнаний виключним чемпіоном. |
| Перемога    | Джастін Айлерс      | Технічний нокаут (удари кулаками)    | 1     | 4:10 | 4 червня 2005     | Атлантик-Сіті, США         | «UFC 53»                                              | Захистив титул тимчасового чемпіона у важкій ваговій категорії.                               |
| Перемога    | Тім Сильвія         | Підкорення (больовий прийом на ногу) | 1     | 0:47 | 5 лютого 2005     | Лас-Вегас, США             | «UFC 51»                                              | Виграв титул тимчасового чемпіона у важкій ваговій категорії.                                 |
| Перемога    | Уеслі Коррейра      | Технічний нокаут (удари кулаками)    | 2     | 1:15 | 2 квітня 2004     | Лас-Вегас, США             | «UFC 47»                                              |                                                                                               |
| Перемога    | Володимир Матюшенко | Нокаут (удар кулаком)                | 1     | 1:59 | 26 вересня 2003   | Перадайс, США              | «UFC 44»                                              |                                                                                               |
| Перемога    | Іен Фрімен          | Технічний нокаут (удари кулаками)    | 1     | 1:25 | 22 листопада 2002 | Перадайс, США              | «UFC 40»                                              |                                                                                               |
| Поразка     | Педру Різзу         | Нокаут (удари кулаками)              | 3     | 1:45 | 22 березня 2002   | Перадайс, США              | «UFC 36»                                              |                                                                                               |
| Поразка     | Рікко Родрігес      | Технічний нокаут (удари кулаками)    | 3     | 1:23 | 29 червня 2001    | Іст Рузерфорд, США         | «UFC 32»                                              |                                                                                               |
| Перемога    | Аарон Брінк         | Підкорення (больовий прийом на руку) | 1     | 0:55 | 11 листопада 2000 | Іст Рузерфорд, США         | «UFC 28»                                              |                                                                                               |
| Перемога    | Джон Діксон         | Нокаут (удари кулаками)              | 1     | 0:13 | 13 травня 2000    |                            |                                                       |                                                                                               |
| Перемога    | Роман Зенцов        | Технічний нокаут (удари кулаками)    | 1     | 1:18 | 9 квітня 2000     | Санкт-Петербург, Росія     | «M-1 MFC: World Championship 2000»                    | Виграв титул чемпіона у важкій ваговій категорії.                                             |
| Перемога    | Майкл Тілрой        | Підкорення (удушення руками)         | 1     | 1:25 | 9 квітня 2000     | Санкт-Петербург, Росія     | «M-1 MFC: World Championship 2000»                    |                                                                                               |
| Поразка     | В'ячеслав Дацик     | Нокаут (удар кулаком)                | 1     | 6:05 | 9 квітня 1999     | Санкт-Петербург, Росія     | «M-1 MFC: World Championship 1999»                    |                                                                                               |